# Субпрефектура Сан-Мігел-Пауліста
Субпрефектура Сан-Мігель-Пауліста (порт. Subprefeitura de São Miguel Paulista) — одна з 31 субпрефектури міста Сан-Паулу, розташована на сході міста. Її повна площа 24,3 км², населення понад 377 тис. мешканців. Складається з 3 округів:
- Сан-Мігел-Пауліста (São Miguel Paulista)
- Віла-Жакуї (Vila Jacuí)
- Жардін-Елена (Jardim Helena)